# International Journal of Control, Automation, and Systems
International Journal of Control, Automation, and Systems is een internationaal, aan collegiale toetsing onderworpen wetenschappelijk tijdschrift op het gebied van de automatisering en de regeltechniek. De naam wordt in literatuurverwijzingen meestal afgekort tot Int. J. Contr. Autom. Syst. Het verschijnt tweemaandelijks.